# Guinguinéo
Guinguinéo – miasto w Senegalu, w regionie Fatick. Według danych szacunkowych na rok 2007 liczy 15 627 mieszkańców.